# Blastothrix matesovae
Blastothrix matesovae är en stekelart som beskrevs av Sugonjaev 1964. Blastothrix matesovae ingår i släktet Blastothrix och familjen sköldlussteklar.
Artens utbredningsområde är:
- Kazakstan.
- Mongoliet.

Inga underarter finns listade.